# Serafim Duicu

Serafim Duicu în 1964

Serafim Duicu (n. 6 august 1938, Tismana, județul Gorj – d. 19 octombrie 1996) a fost un scriitor și critic literar român.
Serafim Duicu și-a câștigat definitiv consacrarea scriitoricească printr-o valoroasă incursiune din perspectivă contemporană în biografia a trei mari personalități istorice ale Ardealului: Gheorghe Șincai, Samuil Micu și Petru Maior. Analiza totală a operei lui Samuil Micu, a fost o premieră absolută în istoriografia literară românească. Realizând un triptic monografic de mare valoare și sinteză referitor la Școala Ardeleană, el a împlinit cu maximă fidelitate o obsesie mai veche privind iluminismul transilvănean. El a fost nu numai un critic și istoric literar, ci a avut și o intensă activitate publicistică, publicând articole de istorie și critică literară în revistele Vatra, Tribuna, Steaua, România Literară, Cronica, Ateneu, Familia, Ramuri, Convorbiri Literare, Orizont s.a.
„Festivalul-concurs de poezie și eseu pentru elevi și studenți Serafim Duicu” organizat de Direcția Județeană pentru Cultură, Culte și Patrimoniul Cultural Național Mureș este numit în cinstea lui.

## Locul nașterii, studii
Născut în anul 1938, 6 august, la Tismana, județul Gorj. Fiul lui Serafim și Elena Duicu, tatăl fiind de meserie tâmplar iar mama casnică.

1944-1951. Urmează cursurile Școlii Elementare Tismana.

1951-1955. Urmează cursurile Școlii pedagogice din Târgu Jiu care în ultimul an se unifică, la Craiova, cu școlile pedagogice din Caracal, Drobeta Turnu-Severin și Craiova

1955-1956. Învățător la Școala mixtă primară nr. 9, Craiova.

1956-1961. Urmează cursurile Facultății de Filologie la Universitatea Babes-Bolyai din Cluj-Napoca. La examenul de admitere pleacă de acasă fara voie, cu 300 de lei împrumutați din vecini, întorcându-se cu fișa de „admis cu bursă de studii”.

1961-1964. Profesor la Centrul Școlar Forestier Blaj, (1961-1964) Cadru didactic la Institutul Pedagogic Târgu Mureș.

Secretar de stat (1993)

1964-1974. Asistent la Institutul Pedagogic de 3 ani Târgu-Mureș. Redactor la revista „Vatra“.
 
1974. A devenit doctor al Universității București cu teza „Vladimir Streinu – critic, istoric literar, estetician al poeziei și poet”, sub conducerea academicianului Șerban Cioculescu.
      
1974-1978. Redactor la revista "Vatra", Târgu Mureș.

1976. Cadru didactic asociat la Institutul de Teatru Târgu Mureș.

1978-1996. Lector, conferentiar și profesor universitar la același institut denumit după 1989, Academia de Artă Teatrală Târgu Mureș apoi, în 1998, Universitatea de Artă Teatrală din Târgu Mureș.

1990-1993. Consilier-șef la Inspectoratul pentru Cultură Mureș.

30 decembrie 1992 - 28 august 1993. Numit în funcția de ministru secretar de stat la Ministerul Culturii în Guvernul Nicolae Văcăroiu. Ministru al culturii a fost în aceea perioadă Mihai Golu (19 noiembrie 1992 - 28 august 1993) fiind înlocuit de Petre Sălcudeanu (28 august - 5 noiembrie 1993)
 
1994-1996. Director al Teatrului Național din Târgu-Mureș și rector al Universității Ecologice "Dimitrie Cantemir".

19 octombrie 1996. Este înmormântat la Mănăstirea Recea (județul Mureș), în apropierea orașului Târgu Mureș.

2004. Școala Generală Nr.1 din Târgu-Mureș va purta din anul școlar 2004/2005 numele Gimnaziul "Serafim Duicu" din Târgu-Mureș.

## Debut
A debutat editorial în revista „Tribuna”.

## Membru, fondator si redactor

Coperta cărţii

Membru al Uniunii Scriitorilor din România.
 Fondator al revistei "Școala Ardeleană", fondator și președinte al Societății Culturale și al Fundației "Școala Ardeleană", fondator și președinte de onoare al Societății Culturale "Alexandru Papiu Ilarian".

A fost redactor al revistei "Vatra" și al publicației "Curierul de Transilvania".

## Recunoașteri
Premiul Asociației Scriitorilor din Târgu-Mureș pentru cartea sa „Dicționar de personaje dramatice”

## Lucrări publicate
- „Mureș pe marginea ta” (culegere de folclor poetic, colaborare cu Lazăr Lădariu), Târgu Mureș, 1969;
- „Un geograf și probleme de limbă în preajma anului 1848”, în „Lucrări științifice”, I, Târgu Mureș, 1969;
- „Pop Reteganul Ion: Amintirile unui școlar de altădată” (ediție îngrijită, studiu introductiv și glosar de Ion Apostol Popescu și Serafim Duicu), Ed. „Tineretului”, București, 1970;
- „Un poet și un moralist din prima jumatăte a sec. al XIX-lea: Gheorghian Hagi Toma Pesacov”, în „Lucrări știintifice”, II, Târgu Mureș, 1970;
- „Considerații asupra paralelismului în balada populară din Oltenia”, în „Cântecul popular românesc”, I, Craiova, 1973, p. 27-40;
- „Cântecul găinii, în folclorul ceremonialului de nuntă din Transilvania”, în „Cântecul popular românesc”, II, Craiova, 1974, p. 36-45;
- «O ipostază a dorului – „dorul călător», în „Cântecul popular românesc”, III, Craiova, 1975, p. 67-71;

Coperta cărţii

- „Vladimir Streinu: Monografie cu indice de nume, bibliografie și 4 planșe cu reproduceri fotografice”, Ed. „Scrisul Românesc”, Craiova, 1978;
- „Septimiu Bucur: Banchetul lui Lucullus” (ediție îngrijită, studiu introductiv și note de S.D.), Ed. „Dacia”, Cluj-Napoca, 1978;
- „Pe urmele lui Gheorghe Șincai”, Ed. „Sport-Turism”, București, 1983;
- «Pe urmele lui Samuil Micu-Clain», București, Editura Sport-Turism, 1986;
- «Pe urmele lui Petru Maior», București, Editura Sport-Turism, 1990;
- «Ion Antonescu și "Garda de Fier" : pe marginea prăpastiei, 21-23 ianuarie 1941 / ediție îngrijită, cuvânt înainte, note, comentarii și indice de Serafim Duicu, 1991;
- „Dicționar de personaje dramatice”, Ed. „Iriana”, București, 1994;
- „Ochi de veghe” (mărturii, versuri de tinerețe), Ed. „Tipomur”, Târgu Mureș, 2001 (postum).
- „Euripide un «modern» printre clasici” (scris în anul 1983 și editat postum de soția sa), Ed. „Tipomur”, Târgu Mureș, 2001